# Новоселиця (Жмеринський район)
Новосе́лиця — село в Україні, у Жмеринській міській громаді Жмеринського району Вінницької області.
Із селом Новоселиця пов'язане ім'я талановитої актриси та письменниці Софії Дитківської-Тобілевич, дружини Івана Тобілевича (Карпенка-Карого), видатного актора, театрального діяча і драматурга.
Сьогодні Софія Тобілевич відоміша як письменниця-мемуаристка і фольклористка. Загальна географія її етнографічних записів досить широка: Поділля, Чернігівщина, Полтавщина, Херсонщина, Київщина, навіть Галичина. Увесь цей матеріал надрукований у великому збірнику «Українські народні пісні в записах Софії Тобілевич» (1982 р). Відомі широкому загалу мистецтвознавців її книги «Корифеї українського театру», «Мої стежки і зустрічі».

## Історія села Новоселиці
|  | Враховуючи оборонну особливість і своє географічне положення с. Сьомакове супроти давньої осади (посилення) Рів та с. Демидовці (Виперсовичі) дають підстави вважати їх існуючими в XIV ст. Як вказує сама назва, що Новоселиця, на правобережжі річки Ровця, мала постати (започаткувались) разом або трохи раніше Новоселиці на річці Згар - першій половина XV ст. (десь 1450 р.). |

Про це пише професор В. Д. Отамановський в книзі «Вінниця в XIV—XVII ст.» (ст. 75). Там же автор уточнює:
|  | Перша половина XV ст. окрім з'явлення нових осад на терені давньої колонізація на річці Згар Новоселиця та Новоселиця на правобережжі р. Ровця, друга половина XV ст.(ст.76). |

Існує і інше твердження за заснування с. Новоселиця:
|  | По преданию Новоселиця основана выходцем из села Куриловец крестьянином Павлом Рибоком, первый поселенец в лесу над прудом, в XVIII веке новые поселенцы назвали село Новоселица. |

Пізніше селом володів граф Потоцький, потім монахи з Браїлова. Була «Новоселиця і Ксьондзова». Пізніше князя Горчакова, ще пізніше Р. Роллі — володарки Браїлова. До 1870 р. існував храм Пресвятої Богородиці, його збудували 1748 р. Землі церковної 43 десятини. Церковно-приходську школу відкрили 1895 р. дворів — 211, жителів — 1049. В селі є водяний млин. «Порок — зло в деревне — конокрадство». Ю. Сіцінський «Парафіяльні відомості»: «За люстрацією Вінницького замку з 1545 р. привілейовані землеволодіння відомі з давніших актів і чимале невідомих, досі не знаних. До них належить маєток над річкою Ровець правобережжя с. Новоселиця та Сьомакове на лівобічному доплаві річки Рів», -пише В. Д. Отамановський в книзі "Вінниця в XIV—XVII ст. (ст. 73). Це ще один доказ про виникнення села.
Основне заняття поселенців — хліборобство, а скотарство, ловництво і бортництво служили до-поміжним засобом. Сіяли пшеницю, жито, просо. Вели патріархальний родовий устрій, що переходив до територіальної громади. З індивідуальним господарюванням починала виникати приватна власність на землю.
Цікавим є лист литовського князя Жигмонта від 5. 08. 1531 р. про Новоселицю і Почапинці:
|  | ...зважаючи, що селами Новоселиця і Почапинці володів внук Карпо Іванович Мікулінський. Роки князювання литовських князів Каріотовичів — 60-90 роки XIV ст (1431 р.)... |

Можливо, що вони існували ще перед Каріотовичами за часів перед татарських. В. Д. Отамановський відносить їх до найдавніших осадів.
Колгосп «Нове життя» організувався в Новоселиці в 1928—1929 роках. Його головою обрали селянина Шутого Якова Степановича. Пізніше колгосп був перейменований в ім. Чубка. В 1932—1933 голодні роки в селі помер з голоду 81 чоловік. На цвинтарі збереглася спільна могила людей, що померли від голодної смерті. Звозив померлих чоловік за прізвищем Поселян. Стався курйозний випадок з громадянином Андрієм Сичиком. Його опухлого, Поселян забрав на підводу вмираючого, але ще живого, мовлячи: «Що я за тобою ще раз буду їхати?». Скинув у яму, чоловік вибрався з неї прожив ще сорок років.
У Німецько-радянську війну боїв за село було окуповане без бою. Комендант знаходився в с. Почапинцях, у кожному селі був староста з місцевих, призначені поліцейські, що підтримували окупаційний режим. В с. Новоселиця діяла партизанська група, до якої входив Іван Маркович Белинь. На шосе «Вінниця-Бар» він застрелив коменданта, знищив одну легкову та три грузових автомашини. Група взяла в полон 8 німецьких воїнів, трофеї: 6 револьверів, 23 гвинтівки, 2 автомати, 13 гранат, 8300 патронів. Він загинув в лютому 1944 р. За період окупації з с. Новоселиці вивезено на примусові роботи в Німеччину 14 чоловік. Господарству завдано матеріальної шкоди: забрано коней — 80, 24 волів, 46 корів, 60 свиней, 7020 ц. зерна. 106 воїнів-фронтовиків загинули в період війни. Підірвалось при розбиранні снаряду 12 дітей (загинули), двоє поранено.
З 1956 р. с. Новоселиця входить як виробнича бригада до Куриловецького колгоспу ім. Щорса. З травня 1970 року по 2000 рік головою колгоспу був Дмитро Юхтимович Сигидин, що заслужив визнання в Жмеринському районі.
У Новоселиці за цей період збудовано сільський клуб, дитячий садок, побудовані асфальтовані дороги Курилівці — Петрані, Новоселиця — Почапинці, прифермерські дороги. Заслуга в їх будівництві Василя Дем'яновича Сидорука — начальника Жмеринського ДУ та колишнього заступника голови Жмеринського райвиконкому Михайла Івановича Цеплого. Сьогодні ці села мають автобусний зв'язок з обласним і районним центрами. Працівниками колгоспу ім. Щорса збудовано зразкову майстерню по ремонту техніки, криті навіси для її збереження, заправочний пункт, склади для зберігання зерна, два критих зерноочисних токи. Також побудували чотирьох — і двохрядні телятники, два свинарники.
Господарство виходило переможцем у Всесоюзному соціалістичному змаганні, було нагороджене перехідним Червоним прапором ЦК КПРС і Ради Міністрів СРСР. Сигидина Д. Ю. нагороджено орденом Червоного прапора і орденом «Знак Пошани». Високими урядовими нагородами були відзначені: фронтовик Максим Никифорович Рудик, Петро Іванович Ходик — механізатори, Ганна Іванівна Цьопра — свинарка, Надія Павлівна Глодиська — доярка, Дмитро Іванович Григорук — бригадир овочевої бригади, Людмила Францівна Федорчик — доярка, Василь Фомич Калюжко — механізатор, Галина Миколаївна Вовченко — доярка.
У роки незалежності України колгосп ім. Щорса був реорганізований в колективне сільгосподарське підприємство «Золотий колос». Пізніше утворилось три сільськогосподарські підприємство: СТОВ — «Золотий колос» — 1500 гектарів орної землі, дочірнє підприємство «Золотий колос» ТОВ «Кристал» від Браїлівського цукрового заводу і агрокоператив приватних власників «Шанс». Куриловецькій сільській раді належить 776 га землі: 446 га — землі запасу, 270 га — резервний фонд (з них під забудову села 57 гектарів). 600 гектарів лісу передано Жмеринському райкомунлісу. З'явились конкурентні відносини між трьома власниками паїв. Всі вони успішно господарюють. Земля обробляється, люди мають роботу. Пенсіонери крім пенсій отримують цукор, зерно, їм надаються різні види послуг. За останні роки збільшилось поголів'я худоби в особистих господарствах селян.
12 червня 2020 року, відповідно до Розпорядження Кабінету Міністрів України від  № 707-р «Про визначення адміністративних центрів та затвердження територій територіальних громад Вінницької області», увійшло до складу Жмеринської міської громади.
19 липня 2020 року, в результаті адміністративно-територіальної реформи та ліквідації Жмеринського району, село увійшло до складу новоутвореного Жмеринського району.

## Пам'ятки
На околиці села розташований гідрологічний заказник місцевого значення Ревуха.

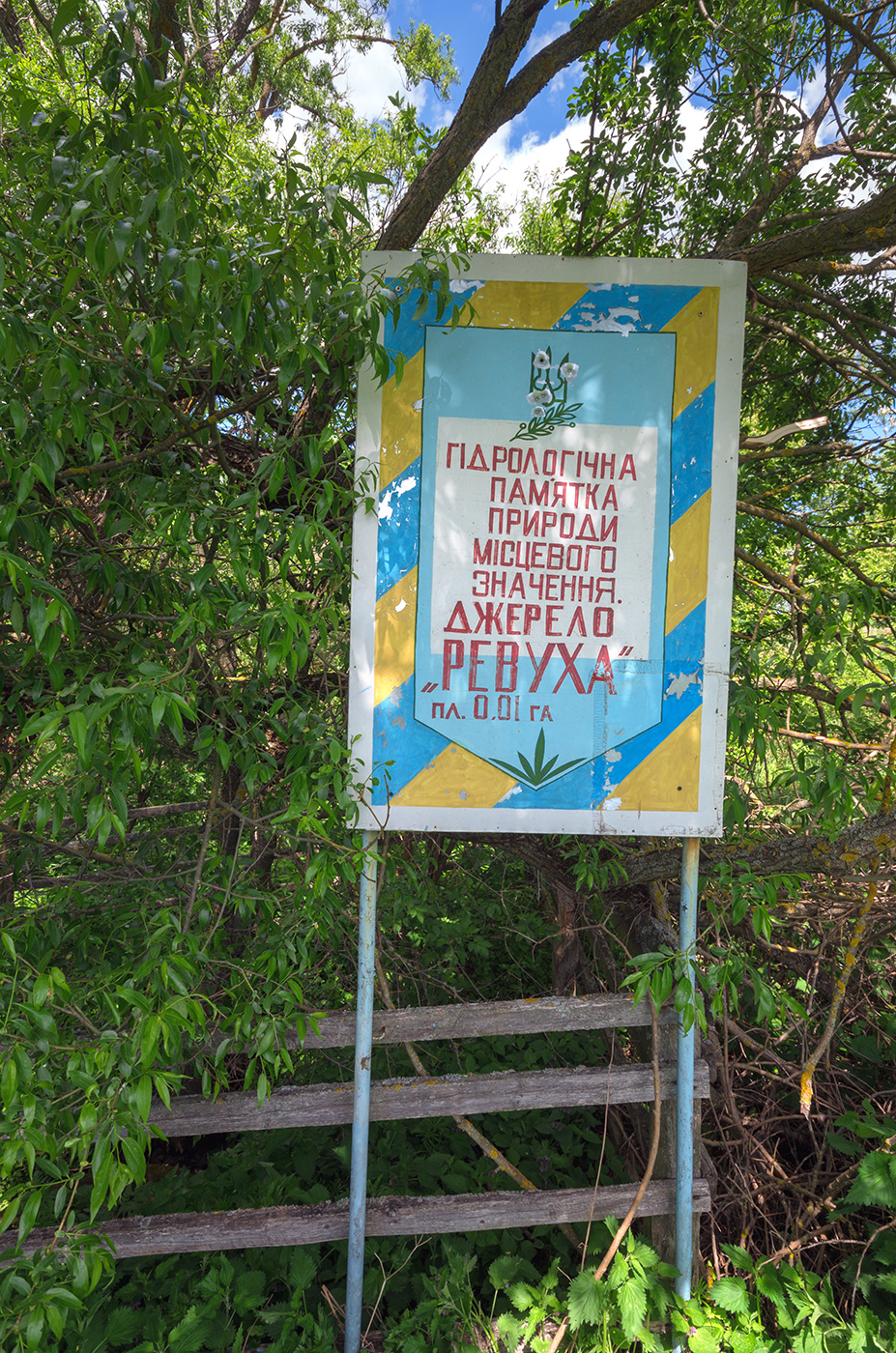
Заказник Ревуха